# آرگان

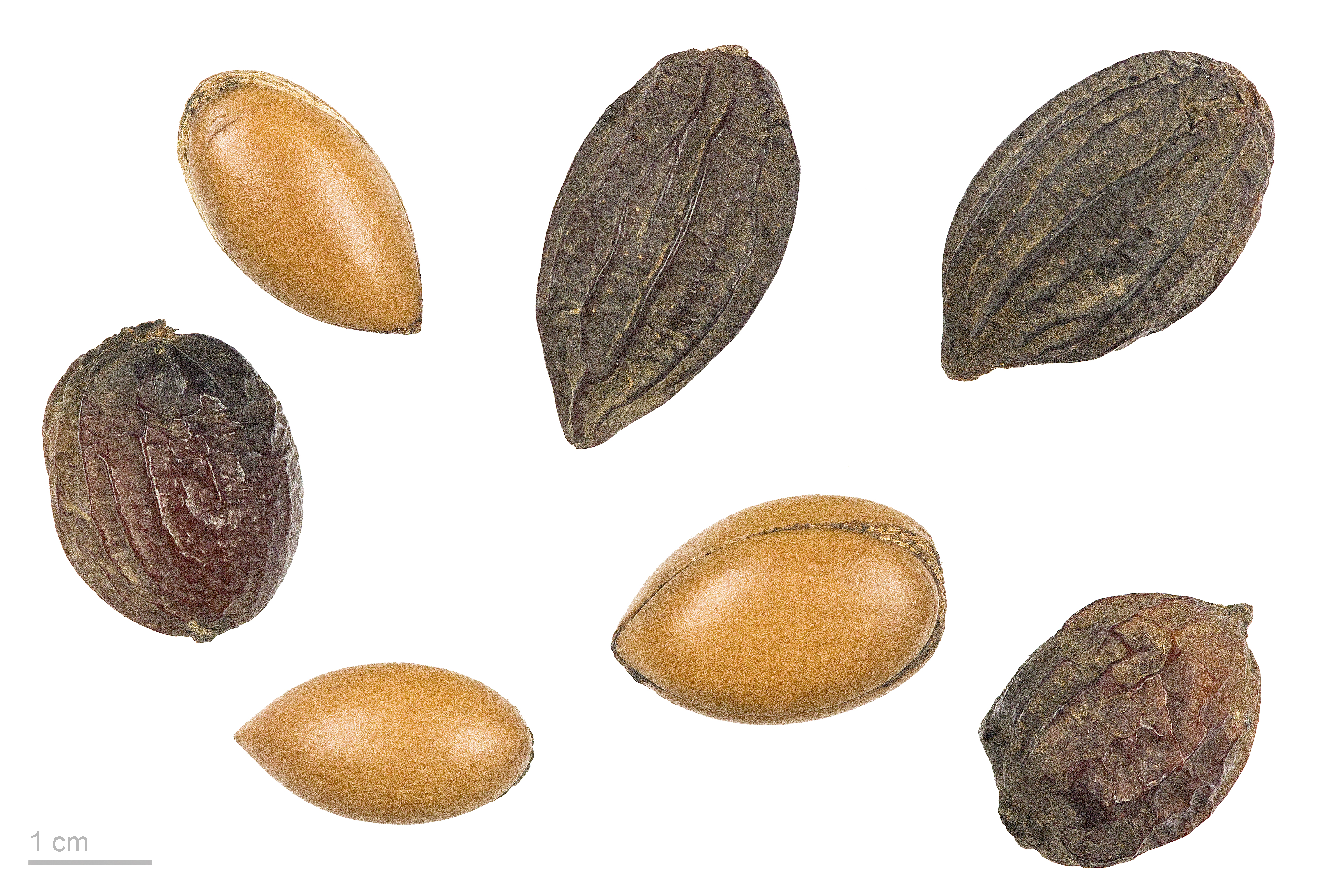
Argania spinosa

آرگان یا اَرگان (به عربی مغربی: أرݣان) (نام علمی: Argania spinosa) گونه‌ای درخت بوم‌زاد درهٔ سوس در جنوب غربی کشور مراکش است. این درخت به خانواده Sapotaceae تعلق دارد و یکی از مهم‌ترین منابع طبیعی منطقه سوس-ماسه در مراکش است. آرگان به دلیل تحمل خشکی و محیط‌های سخت، نقشی حیاتی در جلوگیری از فرسایش خاک و حفظ اکوسیستم محلی ایفا می‌کند.
آرگان ۸ تا ۱۰ متر بلند می‌شود و ۱۵۰ تا ۲۰۰ سال عمر می‌کند. درخت آرگان در ۳۰ سالگی میوه می‌دهد. شهرت این درخت به خاطر روغن میوهٔ آن است.

## بذر درخت آرگان
میوهٔ آرگان دارای ۲ تا ۴ سانتیمتر طول و ۱٫۵ تا ۳ سانتیمتر عرض است که پوستی ضخیم داشته و دارای مزه ای تلخ است. این پوست تلخ، گوشتی شیرین را احاطه کرده‌است.
میوهٔ آرگان، دارای یک بذر کوچک و روغنی است؛ و بذر درخت آرگان از دل همین میوه به دست می‌آید. سخت‌ترین کار در طول فرایند خارج کردن روغن آرگان، خارج کردن بذر آرگان از دل میوه است، در این مرحله میوه‌ها به صورت دستی شکاف داده شده و بذر خارج می‌شود.

## کاشت درخت آرگان
این گیاه دارای ریشه‌های بسیار قوی است که می‌تواند شرایط سخت و کم‌آب بیابان را تحمل کند. این درخت مقاومت بسیار زیادی به شرایط خشکی، گرمای شدید و خاک‌های فقیر از نظر مواد غذایی دارد
بهترین رشد را در شرایط آفتاب کامل دارد. حدود یک سال طول می‌کشد تا میوه‌ها بالغ شوند. این میوه‌ها در ماه‌های جون تا ژوئیه (یک سال پس از گلدهی) می‌رسند.

### نکات تاریخی

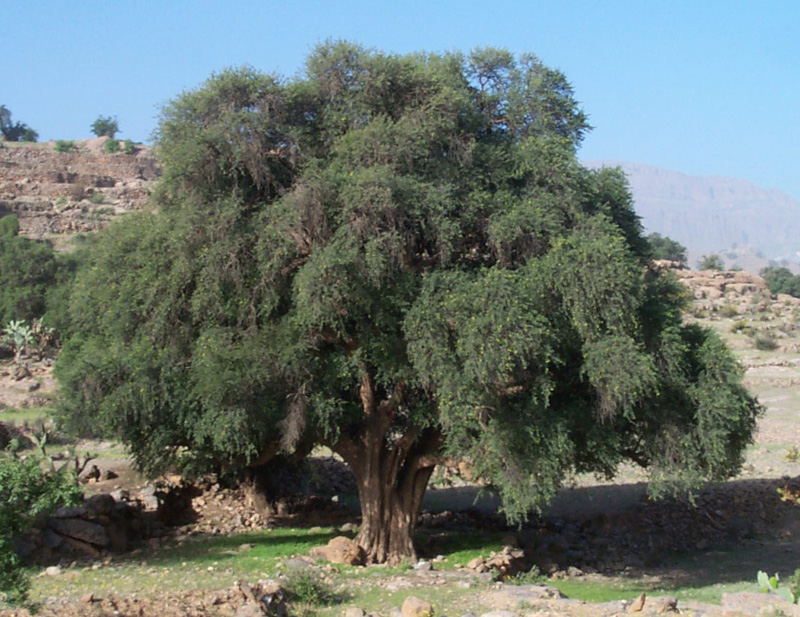
درخت آرگان.

استفاده از روغن آرگان به هزاران سال پیش برمی‌گردد و بخشی از میراث فرهنگی و اقتصادی مردمان بربر بوده است. این روغن به‌عنوان «طلای مایع» شناخته می‌شود و در سال‌های اخیر به دلیل محبوبیت جهانی‌اش، نقش اقتصادی مهمی در مراکش پیدا کرده است.